# Осман Края
Осман Края (Osman Kraja) (1930, Зонгулдак) — албанський дипломат. Надзвичайний і повноважний посол Республіки Албанії в Україні за сумісництвом (1999—2003). Професор. Ректор Тиранського університету (1981-1988).

## Життєпис
Осман Края народився у 1930 році в місті Зонгулдак, Туреччина. У 1949 році закінчив гімназію «Qemal Stafa» в Тирані. Закінчив Варшавський університет за спеціальністю «математика». Осман Края захистив кандидатську дисертацію за спеціальністю економіка у Московському державному університеті та докторську дисертацію за спеціальністю математика в Інституті математики Академії наук КНР. Володіє сімома мовами.
Він розпочав свою викладацьку діяльність в гімназії "Qemal Stafa" в Тирані. Пізніше він був призначений викладачем у Педагогічному інституті Тирани, який був першим вищим навчальним закладом в Албанії. Протягом наступних 45 років він був викладачем, відповідно завідувачем кафедри математики факультету природничих наук Тиранського університету, потім деканом цього факультету, проректором університету. Він зробив великий внесок, як викладач та дослідник у розвиток природничого факультету та встановлення авторитету університету.
У 1981—1988 рр. — був ректором Тиранського університету.
У 1997—2003 рр. — Надзвичайний і Повноважний Посол Республіки Албанії в Республіці Польща, з акредитацією в Латвії, Литві, Естонії та Україні.
11 березня 1999 року вручив вірчі грамоти Президенту Естонії Леннарту Мері.
23 березня 1999 року вручив вірчі грамоти Президенту Латвії Ґунтіс Улманісу.
17 серпня 1999 року вручив вірчі грамоти Президенту України Леоніду Кучмі

## Автор підручників та публікацій
- Підручник «Математичний аналіз I, II, III» (1974).
- «Вища освіта в РПСШ перед важливими завданнями» (1987).
- співавтор монографії «Тиранський університет 1957—2007» (2007).